# 1차 콜레라 범유행

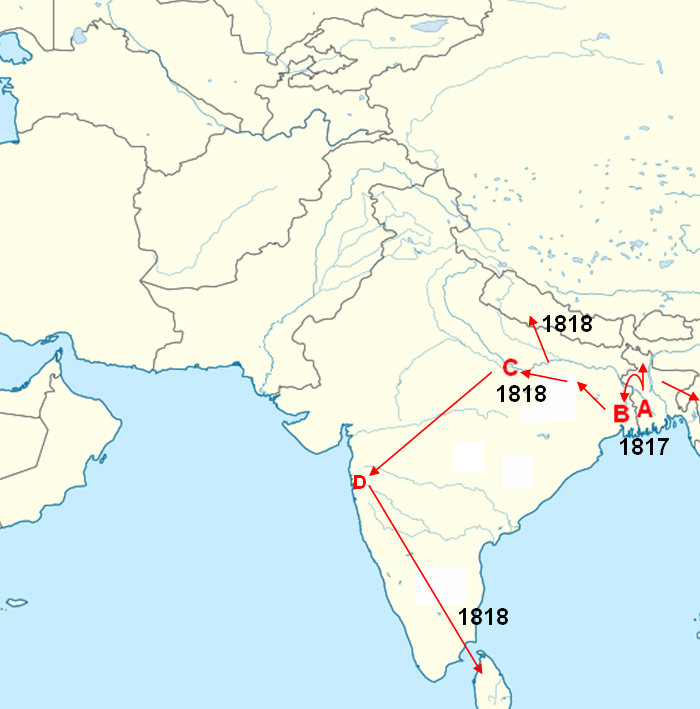
1차 콜레라 범유행 확산도

1차 콜레라 범유행(영어: The first cholera pandemic)은 아시아 콜레라 혹은 아시아 콜레라 대유행으로도 불린다. 1817년부터 1824년까지 창궐하였다. 범유행은 인도 콜카타 시에서 시작되어 동남아시아 전역, 중동, 동 아프리카와 지중해 연안까지 퍼졌다. 콜레라는 이전에 여러차례 인도 전역에 퍼져 있었지만, 당시 콜레라는 더욱 심하게 전파가 되었다. 영국 군인이 대거 콜레라에 걸려서 전 유럽이 이 병에 주목하게 되었다. 결국 수십만의 사망자를 낸 콜레라 전염병 중 첫번째 사례였다. 1차 콜레라 범유행은 전례없이 아시아 전역으로 확산된 질병이다.

## 범유행의 발병과 인도에서 전파
1차 콜레라 범유행은 갠지스 강 하류에서 발병했다. 갠지즈 강 축제 때 전국의 많은 순례자들이 모이는데, 그 시기는 유행병을 옮기기에 최적의 시간이었다. 1817년 첫번째 발병이 Jessore 마을에서 시작되었다. 좀 더 빠른 발병이 비하르주의 Purnia 근교에서 발생했지만, 학자들은 이를 독립적인 사건으로 인식하였다. 1817년에 콜레라는 갠지스 삼각주 외부로 퍼지기 시작했다. 1817년 9월까지 이 질병은 벵골만의 콜카타에 도착하여 다른 지역으로 빠르게 퍼졌다. 1818년에 유행병이 서해안 봄베이에서도 발병했다.

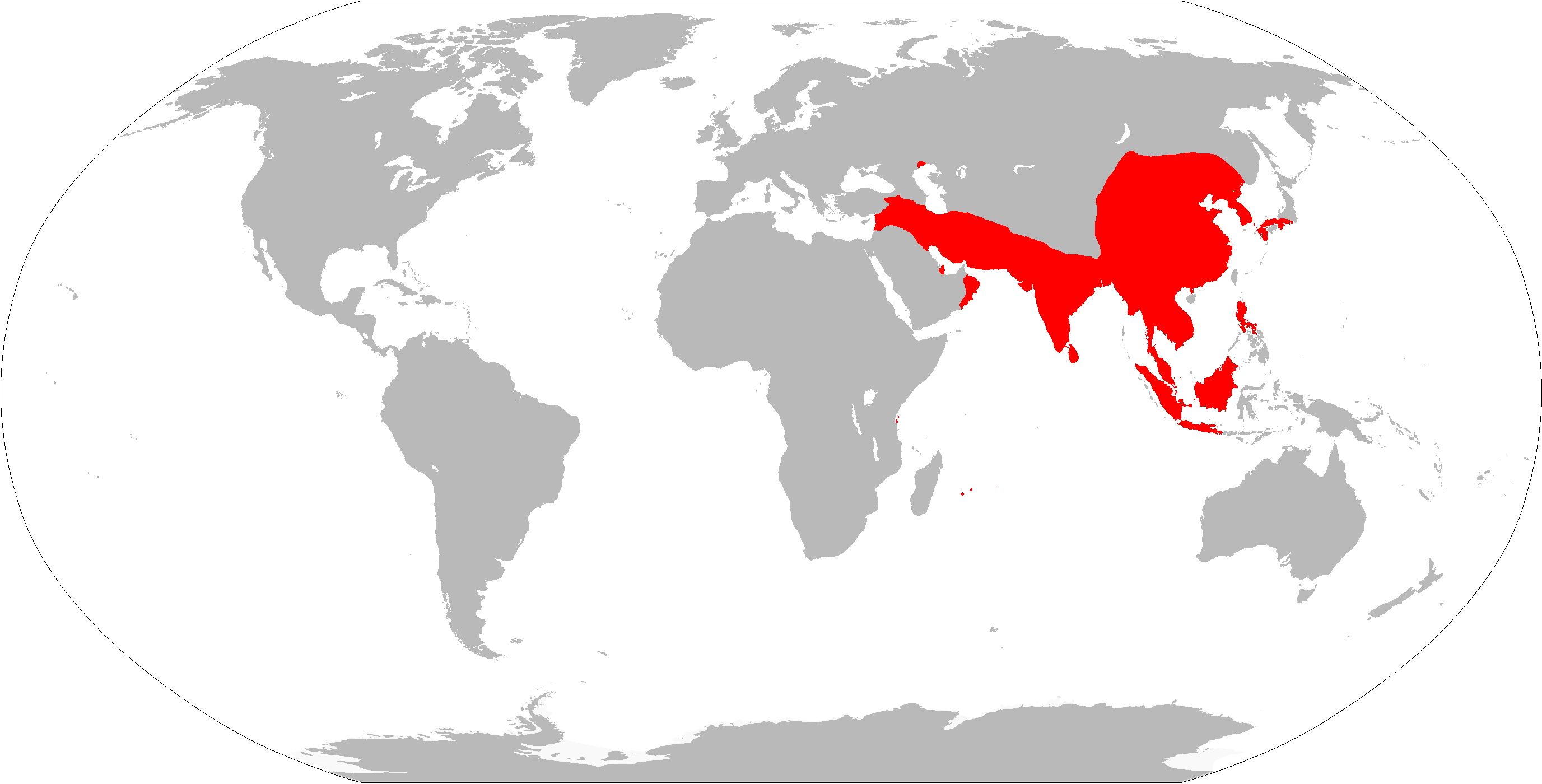
1차 콜레라 기간 중 전파 영역

## 인도 외부로의 전파
- 1820년 3월, 콜레라가 시암(현재 태국)에서 발견되었다.
- 1820년 5월에 방콕과 마닐라까지 퍼졌다.
- 1821년 봄, 중국, 인도네시아, 오만까지 퍼졌다.
- 1822년 일본, 페르시아만, 바그다드, 시리아, 트랜스 코카쿠스에 콜레라 환자가 발생했다.
- 1823년 콜레라는 아스트라한, 잔지바르, 모리셔스에 이르렀다.[5]
- 1824년 추운 겨울 날씨로 인하여 질병 전염 종료

영국 육군과 영국 해군의 인사 이동은 전염범의 확산에 기여한 것으로 여겨진다. 힌두교 순례자들은 인도 대륙에서 콜레라를 퍼트렸지만, 영국 육군은 네팔과 아프가니스탄으로 병을 옮겼다. 영국 해군과 영국 상선은 질병을 앓고 있는 사람들을 인도양 해양, 아프리카와 인도네시아, 북쪽으로는 중국과 일본으로 병을 옮기는데 기여한 것으로 보여진다.

## 사망자
아직 1차 콜레라 범유행으로 인한 총 사망자 수는 밝혀지지 않았다. 다음은 학자들의 사망자 추정치이다.
- 태국 방콕: 30,000명
- 인도네시아 스마랑: 30,000명[7]
- 인도: 8,750,000명[8] - 인도의 사망자 수가 과도하게 부풀려졌다는 설도 있다.[9]

## 같이 보기
- 2차 콜레라 범유행
- 3차 콜레라 범유행
- 4차 콜레라 범유행
- 5차 콜레라 범유행
- 6차 콜레라 범유행
- 7차 콜레라 범유행
- 범유행
- 콜레라
- 콜레라 폭동